# Томатільйо
Томатільйо (Physalis philadelphica) — вид високих трав'янистих рослин роду фізаліс родини пасльонових. Інші назви «томатль», «мексиканський помідор», «суничний томат», «перуанський аґрус», «земляна вишня», «золота ягода», «земляна журавлина», «ананасна вишня».

## Опис
Заввишки сягає 1,5—2 м. Стебло порожнисте. Листя довгасто-овальне, краї листя трохи нерівні. Значна частина повзе землею. Квітки майже радіальні, діаметр від 8 до 15 мм. Вони складаються з 5 жовтих, 5 зелених з 5 синьо-зеленими тичинками, які самі не єдині, а кожен окремо злиті з пелюсткою і 2 плодолистиками.
Цінується своїми плодами кулястої або конічної плескатої (майже пірамідальної) форми, діаметром 6—12 мм. Смак фрукта кисло-солодкий, нагадує аґрус і суницю, а за зовнішнім виглядом він — майже точна зменшена копія китайських декоративних ліхтариків, які запускають в небо. У м'якоті розташовується багато дрібних зерняток-насіння.
Кількість цукрів у ньому на 15 % більше, ніж у малині та суниці. Це пектиновий фрукт, тобто містить пектин. Багато в плодах органічних кислот (аскорбінова, фолієва, пантотенова, лимонна, яблучна, винна, бурштинова), каротину, води, також присутні кальцій, магній, натрій, калій, фосфор, залізо, цинк, селен, численні вітаміни: провітамін А, вітамін А (РЕ), вітаміни тіамін, рибофлавін, холін, піродоксін, токоферол, філохінон, стероїди, ефіри, фенолкарболові кислоти, фітонциди.
Коріння рослини містять біологічно активні алкалоїди, насіння багате жирною олією.

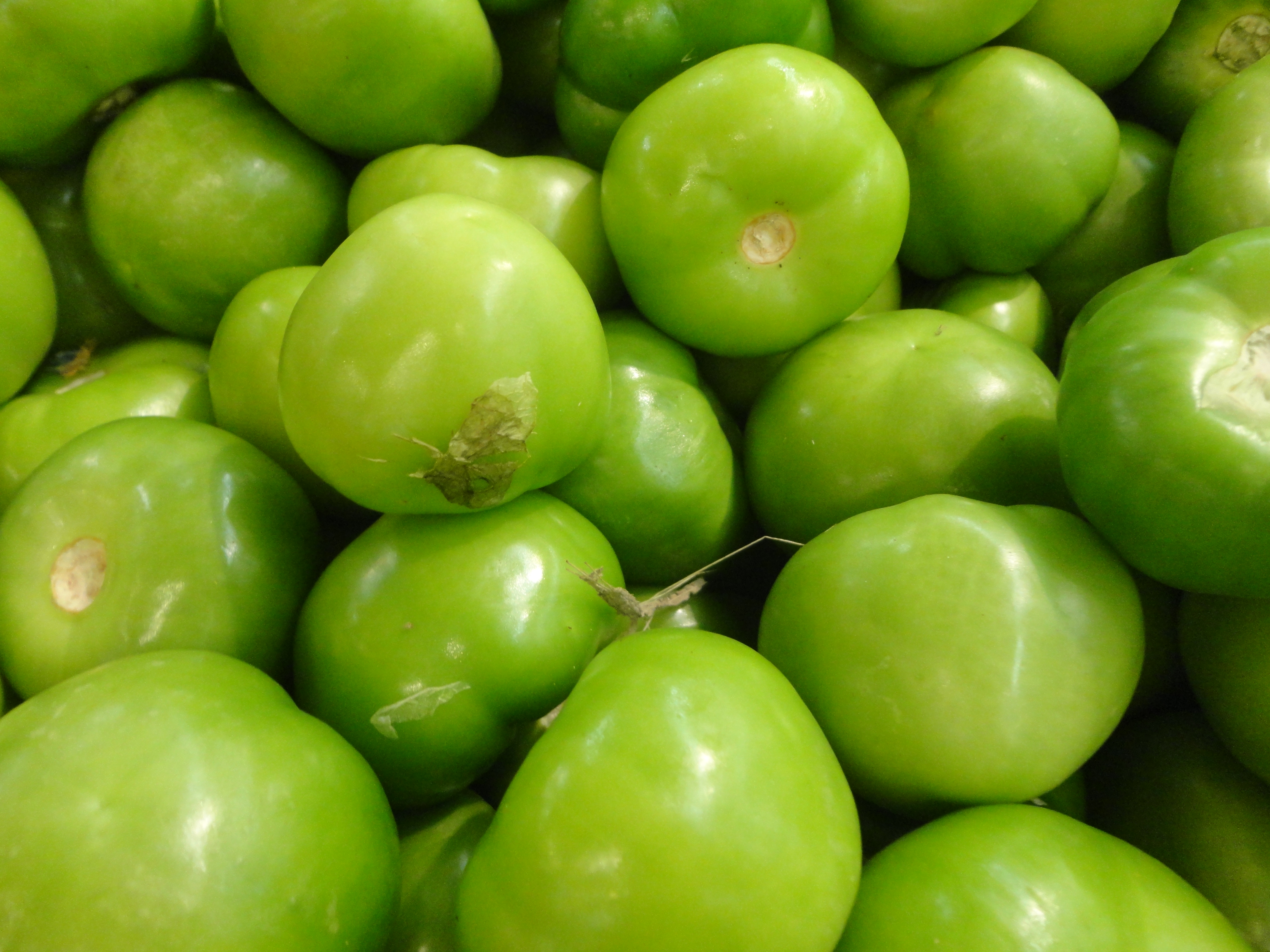
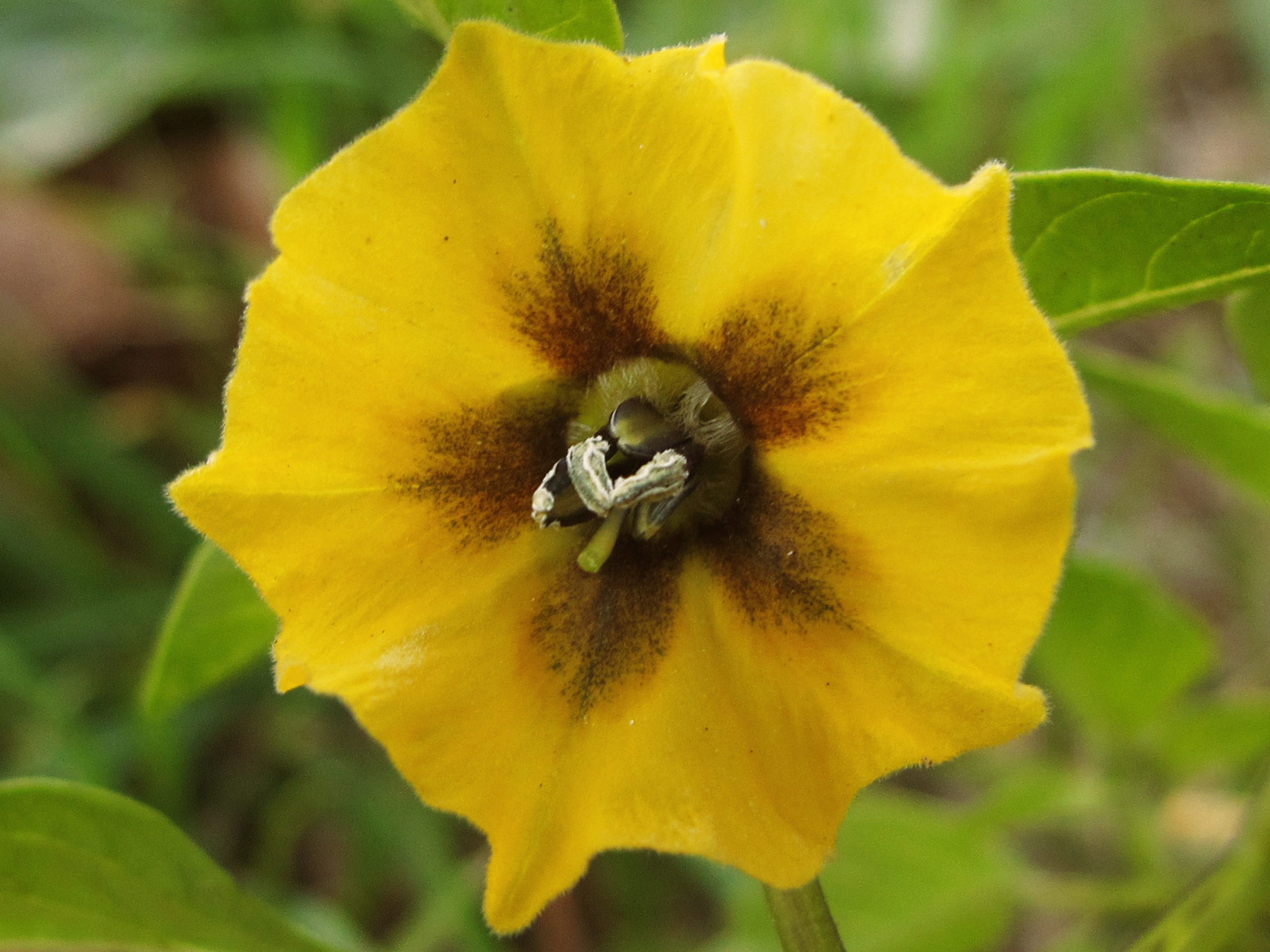
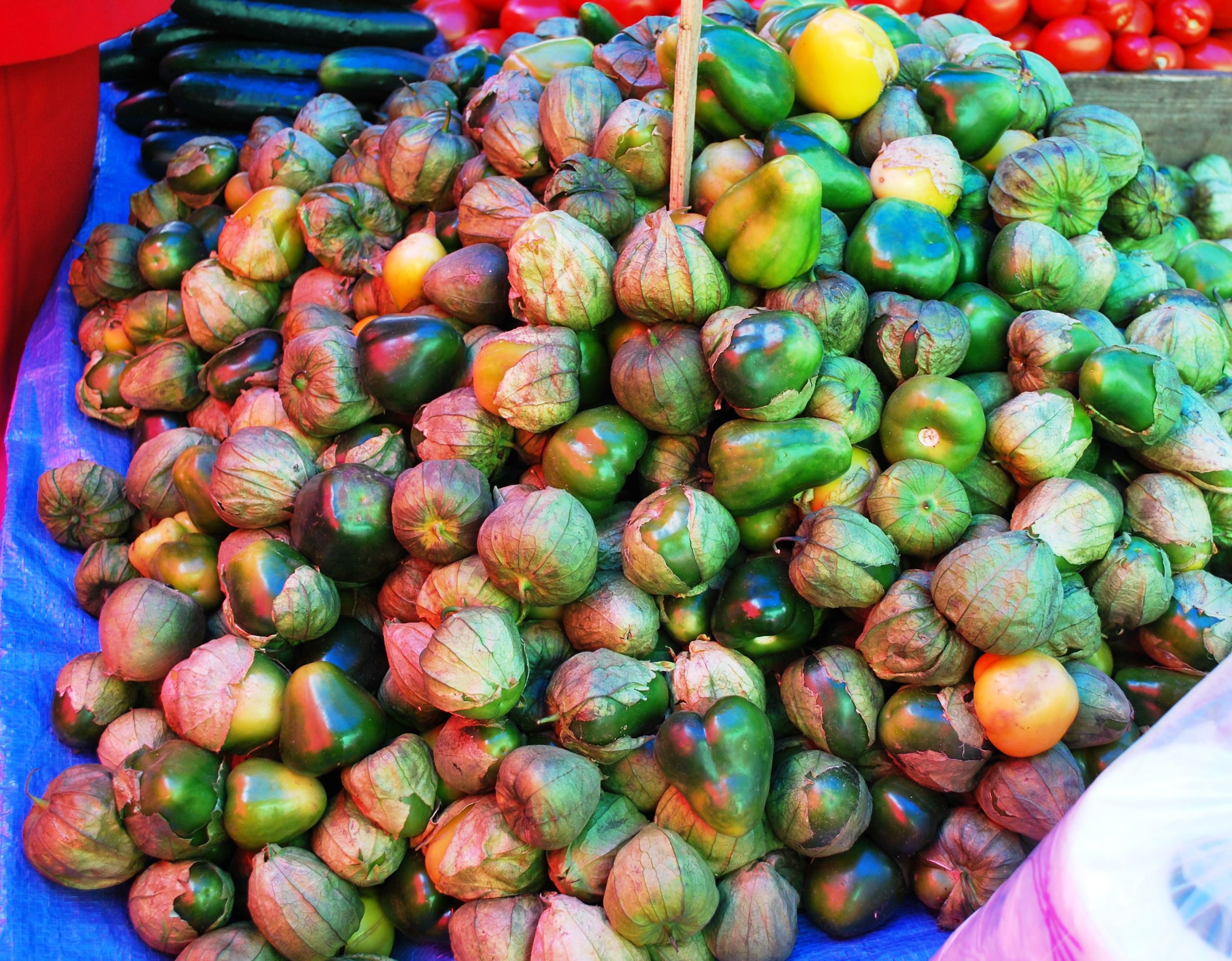

## Вирощування
Росте і плодоносить щорічно. Однорічна рослина, що самозапилюється. Насіння проростає після 7-10 днів. Молоді саджанці рослин розвиваються спочатку тільки у відносно слабкий стрижневий корінь, але розвивається у дорослих рослин. Над землею зростає протягом 1-3 тижнів.

## Застосування
Розводили в давнину ацтеки. Плід томатль (ацтецька назва томатільйо) був невеликим, зеленим або жовтим, кислим на смак і покритим тонкою мембраною. Завдяки селекції його якість значно поліпшилася.
Використовується для приготування мармеладу і джемів. Вміщені в ньому дубильні речовини перешкоджають бродінню фрукта, завдяки чому він досить довго зберігається.
Сорти поділяють на дві групи: цукатну й овочеву. Цукатні сорти використовують для приготування повидла, джемів, желе і, власне, цукатів. Овочеві сорти використовують для приготування салатів (аналогічно томатам). 
З фізаліса виходять дуже смачні джеми й варення. Гарні з нього й компоти, киселі, мармелад, начинка для пирогів. Використовується як гарнір. Особливо смакує із запеченою куркою та креветками.
Добре поєднується з м'ятою, вершками й використовується для приготування різних прохолодних напоїв. Сушений томатільйо за зовнішнім виглядом і смаком не відрізнити від жовтих родзинок. Має приємний суничний аромат.
Плоди містять речовини, які мають антисептичну, протизапальну, кровоспинну, діуретичну, болезаспокійливу і жовчогінну дію. Свіжі плоди та сік з них рекомендують при підвищеному артеріальному тиску, захворюваннях дихальних шляхів, проносі, дерматозах. Відвари й настої плодів приймають при сечокам'яній хворобі, циститі, гепатиті, бронхіті, асциті та набряках, ревматизмі, подагрі, забиттях. У плодах міститься величезна кількість вітаміну С (35 мг/100 г). Щоб уникнути руйнування вітамінів, найкраще вживати фізаліс у сирому вигляді. 
Коріння використовується у фізіотерапії. Відвар з нього застосовується як засіб від кашлю, а також як болезаспокійливий засіб. З сухих "чохольчиків" і листя заварюють чай, який є помічним при підвищеному тиску.

## Розповсюдження
Природним ареалом є Центральна і Південна Америка. 